# Афшар, Ирадж
Ира́дж Афша́р (перс. ایرج افشار‎, 8 октября 1925, Тегеран — 9 марта 2011, Тегеран) — иранский историк, исследователь текстов рукописей, библиограф, корректор, библиотекарь, иранист и профессор университета. Один из наиболее плодотворных специалистов по иранистике и автор нескольких сот статей, очерков, рецензий и книг. Полное собрание его работ опубликовано в 2003 году и содержит 161 страницу.

## Биография
Афшар родился 8 октября 1925 года в Тегеране, его отца звали Махмуд Афшар, а мать — Носрат Баразанде. Его отец был выдающимся интеллектуалом и происходил из города Йезд. Он участвовал в основании первого иранского университета Дароль-Фонун (араб. букв.: Дом наук), журнала Аянде (букв.: будущее) и организации по распространению персидского языка. В 1933 г. Афшар пошёл в зороастрийскую школу, а затем — в школу Сияхпур г. Таджриш, а среднее образование получил в школе Фируз-Бахрам, после чего в 1945 г. поступил в Тегеранский университет. В том же году Афшар женился на Шайесте Афшарийе, которая ему родила четырёх сыновей (Бабакя, Бахрама, Хущъяра и Араща). После того как Афшар окончил обучение в высшей школе Фируз-Бахрам, он изучал право в Тегеранском университете, который окончил в 1949 г., защитив тему об иранских национальных меньшинствах, а потом устроился на работу преподавателем персидского языка в высоких школах Щараф и Иранщахр. Через год после этого по рекомендации М. Сабе Афшар устроился на работу библиотекарем на Юридическом факультете Тегеранского университета. С 1965 по 1979 гг. исполнял должность начальника центральной библиотеке Тегеранского университета, а также её центра по работе с документами. В это время он прилагал все усилия, чтобы собрать разнообразные персидские манускрипты от Турции до Индии. В 1961 г. Афшар начал издание первого тома Index Iranicus, инновационного каталога со всеми подробностями об иранистических статьях на персидском языке, а во время его жизни опубликовано шесть томов. После того, как в 1979 г. прекратил издаваться Рахнамэ-йэ Кетаб, Афшар сразу же оживил журнал Аянде и продолжил опубликовывать статьи похожего содержания, что и ранее. Журнал в конце концов был закрыт в 1993 г., когда Афшару пришлось заняться другими публикациями и исследовательскими работами. Но несмотря на это, читающая его публика все равно продолжила получать от него новые иранистические очерки. Он, в частности, написал «Тазэха-во-парэха-йе Иранщенаси (букв.: Немного иранистики)» и писал статьи для журналов «Кельки» и «Бухара», которые редактировал А. Дехбащи. В этой серии Афщар писал рецензии и информировал читателей о новых международных публикациях по иранистике. Афшар в свое время заявил, что серия «Тазэха-во-парэха-йе Иранщенаси» будет издана как специальная публикация. После смерти М.-Т. Данещпажуха в 1996 г., Афщар получил признание в качестве главного авторитета по персидским манускриптам. Он писал и о прославленном ученом Мохаммаде Казвини, каджарском историке Ээтемад-ос-Сальтани, послу Н. Такызаде, мемуарах М. Мосаддыка, политичких письмах Али-Акбара Дехходы, и т. д. Вместе с такими выдающимися иранистами, как Сотуде, Зарйаб, Щафи-Кядкани и Пур-Давуд часто путешествовал по историческим локалитетам и населенным пунктам по всему Ирану, собирая материалы о знаменитостях и старых надписях. Помимо Тегеранского университета Афшар работал также и в иностранных институтах, таких как, например, американский Гарвардский университет (1966 г.), где упорядочивал книги по восточным языкам, швейцарский Университет в Берне (1989 г.), а также Австрийская национальная библиотека (1968 г.). и Государственный архив Вены (2003 г.).
Афщар был членом многочисленных научных обществ, помогал в основании многих исследовательских институтов, организовывал и многочисленные научные конференции. В его честь изданы два сборника статей: Iran and Iranian Studies: Essays in Honor of Iraj Afshar (Princeton, 1998) на английском языке, и Арджнаме-йе Ирадж (два тома, Тегеран, 1998 г.). В 2005 г. Международное общество по изучению Ирана (англ. International Society for Iranian Studies) решило дать награду за важный вклад в развитие науки двум иранистам, одному иранцу и второму — неирацу, и выбор первого из них был с самого начала очевиден — он пал на Ираджа Афшара. Университет в Эдинбурге намеревался его в сентябре 2011 г. наградить и почетною степению доктора наук, однако Афшар ушёл из жизни в тегеранской больнице Джам 9 марта того же года. Ирадж Афшар хорошо владел английским и французским языками. За девять месяцев до смерти И. Афшара состоялась его встреча с Верховным лидером Ирана Али Хаменеи, который сказал, что знаком со многими публикациями Афшара и очень высоко отозвался о его статьях и прозе.